# Medaille van de Veteranenverenigingen (Mecklenburg-Schwerin)
De Medaille van de Veteranenverenigingen van het groothertogdom Mecklenburg-Schwerin, Duits: Kriegervereinsmedaille) was een onderscheiding die aan de verdienstelijke leden van deze veteranenverenigingen werd verleend. Duitsland was in de laatste jaren van de 19e eeuw en in de opmaat tot de Eerste Wereldoorlog een door en door militaristische samenleving. De veteranen van de eerdere oorlogen, tegen China, tegen Frankrijk in 1870, tegen Oostenrijk en zijn bondgenoten, tegen Denemarken en in het revolutiejaar 1848 toen een democratische opstand met geweld werd onderdrukt werden in het openbaar vaak geëerd en gefêteerd. De verjaardag van de overwinning op de "Franse erfvijand" in 1870, de zogeheten "Sedan-Tag" op 2 september, werd ieder jaar groots gevierd.
Mecklenburg-Schwerin gold als een van de meest reactionaire en achterlijke gebieden van Duitsland. De regering ondersteunde de politiek zeer conservatief georiënteerde veteranenverenigingen.
De in 1899 ingestelde zilveren medaille is ovaal en laat een ontbloot zwaard zien dat is omringd met eikenloof. Daarachter staat het jaartal "1870". Men droeg de medaille aan een geel-oranje zijden lint met rode en blauwe biezen op de linkerborst. Op de keerzijde stond het rondschrift "MIT GOTT FÜR KAISER FÜRST UND VATERLAND 1899" rond een dubbele "F".
De voorzijde is gelijk aan die van de Gouden en Zilveren Militaire Medaille van Verdienste uit 1815. Men volgde bij het lint de traditie om in een dergelijk geval de kleuren van het lint om te draaien, in 1815 was dat blauw met gele en rode biezen.
De val van de Mecklenburgse monarchie in november 1918 maakte ook een einde aan het verlenen van deze medaille.